# 篁
『篁』（たかむら）は日本のギタリスト、ルーク篁のソロデビューアルバム。

## 概要
聖飢魔II在籍中の1991年にリリースされた。
ストレートなロックナンバーのM1、イントロでのギター・ベースバトルやルーク自身の女性声（ルー子さん）が聞けるM2、アコースティックナンバーのM8などバラエティに富んだ楽曲となっている。
2016年2月17日には、ルーク篁の直接監修によるリマスタリングを施し、Blu-spec CD仕様で、1993年のライブ・アルバム『SOAKING WET LIVE』とセットになった『篁&SOAKING WET LIVE-special edition-』として再発売した。

## 収録曲
| 全作詞・作曲: ルーク篁。 |                               |          |            |      |
| #                        | タイトル                      | 作詞     | 作曲・編曲 | 時間 |
| 1.                       | 「REMEMBER FLAME」            | ルーク篁 | ルーク篁   | 4:59 |
| 2.                       | 「ロック・スターの悲劇って…」 | ルーク篁 | ルーク篁   | 5:24 |
| 3.                       | 「CUTE BOYのユ･ウ･ウ･ツ」     | ルーク篁 | ルーク篁   | 5:14 |
| 4.                       | 「PRESSURE LIFE」             | ルーク篁 | ルーク篁   | 5:08 |
| 5.                       | 「SHADY LOVER」               | ルーク篁 | ルーク篁   | 6:45 |
| 6.                       | 「DECADENCE LOVE」            | ルーク篁 | ルーク篁   | 5:08 |
| 7.                       | 「LOVE COMES TO YOU」         | ルーク篁 | ルーク篁   | 4:49 |
| 8.                       | 「SOMEDAY ONEDAY」            | ルーク篁 | ルーク篁   | 4:25 |
| 9.                       | 「DREAM OF THE LOTUS LAND」   | ルーク篁 | ルーク篁   | 6:00 |
| 合計時間:                | 合計時間:                     | 47:52    |            |      |

## 参加ミュージシャン
- ルーク篁 - ギター、ヴォーカル、コーラス
- 寺沢功一 (元BLIZARD、SLY) - ベース (M1, 2, 4, 6, 7, 8)
- ゼノン石川 - ベース (M3, 5, 9)
- 湊雅史 - ドラムス (M1, 2, 4, 8)
- ライデン湯沢 - ドラムス (M3, 5, 9)
- 小田原豊 - ドラムス (M6, 7)
- 松崎雄一 - キーボード (M1, 5, 7, 8)
- 丸澤和宏 - コーラス (M3, 4, 5, 6, 9)、ディレクター